# Syldavië
Syldavië is een fictief land in Oost-Europa, dat een rol speelt in De avonturen van Kuifje van de Belgische striptekenaar Hergé (1907-1983). Syldavië vormt het decor voor vier Kuifje-albums, te weten: De scepter van Ottokar (1939), Raket naar de maan (1953), Mannen op de Maan (1954) en De zaak Zonnebloem (1956). Ook speelt zich er een deel af van de tekenfilm Kuifje en het Haaienmeer.

## Inspiratie
Hergé liet zich voor Syldavië duidelijk inspireren door landen en streken uit de Balkan. De naam lijkt beïnvloed te zijn door Slovenië, Joegoslavië, Transsylvanië en Moldavië. Het politiek instabiele koninkrijk doet denken aan het Albanië van koning Zog, het Roemenië van koning Carol II, het Joegoslavië van koning Alexander (die enkele jaren eerder was vermoord) of het Bulgarije van koning Boris III (de verraderlijke adjudant van Muskar XII heet kolonel Boris). Zowel het landschap, de geschiedenis (met de vroegere overheersing van de Turken) als de vlag, die sterk lijkt op de vlag van Albanië, doen daaraan denken. De klederdracht van de Syldavische figuren uit De scepter van Ottokar doet eveneens sterk aan de (toenmalige) Balkan denken, net als de gewoonte om er grote snorren te dragen. In de tijd dat Hergé dit album tekende, was het op de Balkan bijzonder onrustig. In Bulgarije werden tegenstanders van het regime soms "op de vlucht" doodgeschoten (wat Kuifje ook bijna overkomt). Roemenië werd geterroriseerd door de fascistische IJzeren Garde (Kuifje ontdekt plannen van een "Stalen Garde" om Muskar XII ten val te brengen). En in het jaar dat het avontuur verscheen werd Albanië door Italië geannexeerd.
Voor het koninklijk paleis baseerde hij zich op het Koninklijk Paleis van Brussel.

## Syldavië inDe avonturen van Kuifje
Syldavië is een klein land in Oost-Europa. Het is een monarchie, geregeerd door koning Muskar XII. De hoofdstad is Klow. Klow telt zo'n 122.000 inwoners, het totale inwonertal van het land wordt gesteld op 642.000. Het land wordt gevormd door twee rivierdalen: het Wladirdal en het Moltusdal. Bij de hoofdstad Klow lopen deze beide rivieren samen. Deze twee dalen liggen te midden van hoge, besneeuwde bergen en worden omzoomd door uitgestrekte beboste hoogvlakten. Op deze vlakten wordt voornamelijk tarwe geteeld of ze worden als weiland gebruikt. In Syldavië wordt ook aan mijnbouw gedaan en ontspringen er talrijke warmwater- en zwavelbronnen. Het land heeft ook een kustlijn. De voornaamste exportproducten van de Syldaviërs zijn: mineraalwater, tarwe, brandhout, paarden en violisten.
De vlag van Syldavië heeft een gele achtergrond met daarop een zwarte kroeskoppelikaan. Syldavië wordt dan ook het koninkrijk van de zwarte pelikaan genoemd. De wapenspreuk van het land is "Eih bennek, eih blavek!", wat vertaald wordt als: wie kaatst, moet de bal verwachten.
Naast Klow zijn andere steden: Sbrodj, Tesznik, Niedzdrow, Istow, Dbrnouk en Zlip. Syldavië heeft ook een nationale luchtvaartmaatschappij, namelijk Syldair.
Het land wordt in zijn bestaan bedreigd door buurland Bordurië.
In latere albums lijkt het land meer gemoderniseerd te zijn en herbergt het zelfs een geheim ruimteprogramma, wat uiteindelijk zal resulteren in de eerste menselijke voetstappen op de Maan. De couleur locale is ook sterk verminderd. In Kuifjes Maan-avonturen is Syldavië niet meer dan het land waar de maanexpeditie wordt georganiseerd. In De zaak Zonnebloem komen geheime agenten van Syldavië voor, zonder dat het verhaal zich daar ook maar even afspeelt. Opmerkelijk is dat deze geheime agenten zich vijandig opstellen tegenover Kuifje en professor Zonnebloem (deze laatste wordt zelfs door hen ontvoerd), terwijl Kuifje in De scepter van Ottokar in Syldavië als een held wordt gevierd en door de koning wordt gedecoreerd en Zonnebloem in Raket naar de maan voor de Syldavische regering werkt en er zelfs atoomraketten bouwt.

## Geschiedenis
In het album De Scepter van Ottokar leest Kuifje een brochure over Syldavië. Hieruit blijkt dat het land tot de 6e eeuw bewoond werd door nomaden van onbekende afkomst. Vanaf de 6e eeuw vestigden zich er de Slaven, totdat zij in de 10e eeuw door de Turken werden verjaagd. In 1127 heroverden de Slaven grote stukken land terug op de Turken. De leider van de Slaven, Hveghi, werd hierop tot eerste koning van Syldavië gekroond: Muskar I. Na zijn dood in 1168 volgde zijn zoon Muskar II hem op. Hierop trachtte de Borduriërs Syldavië binnen te vallen en te annexeren. Dit gebeurde in 1195. In 1275 werd het land weer onafhankelijk na een volksopstand. De leider van deze opstand, baron Almaszout, werd hierop tot koning gekroond als Ottokar I.

## Taal
De taal van Syldavië is het Syldavisch. In verschillende albums zijn voorbeelden hiervan te zien. Het is een typisch voorbeeld van een fictieve taal, dat wil zeggen een taal die voor een specifieke setting is ontwikkeld en vaak uit weinig meer bestaat dan enkele voorbeelden. De taal doet Slavisch aan, maar in feite is de taal vooral gebaseerd op het Brusselse dialect van de Marollen.
Een goed voorbeeld is het nationale devies van Syldavië, Eih bennek eih blavek, dat vertaald wordt als "Hij die kaatst, kan de bal verwachten", maar klinkt als "Hier ben ik, hier blijf ik" in Brussels dialect. Een ander voorbeeld is het adres waar professor Zonnebloem verblijft in Mannen op de maan: "Klazdrodje", ofwel "Klein straatje".
Het Syldavisch wordt geschreven in het Cyrillische schrift, al is Hergé hierin niet altijd consequent.